# Walter Capiau
Walter Guido Capiau (Schendelbeke, 28 oktober 1937 – Oostduinkerke, 4 oktober 2018) was een Vlaams radio- en televisiepresentator.

## Levensloop
Capiau was godsdienstleraar en ging aan de slag bij de toenmalige BRT. Aanvankelijk werd hij populair op de radio met zijn populaire programma met telefoongrappen, Capriolen, dat hem in 1972 de Radio Oscar opleverde. Daarna ging hij bij de BRT voor televisie werken en werd het gezicht van populaire programma's zoals Tienerklanken, Magesien, Binnen en Buiten en vooral Hoger, Lager. In 1986 bracht hij met het WK-voetbal de single E Viva Belgica uit.
Bij de oprichting van de commerciële zender VTM in 1989 maakte Capiau mee de overstap en werd er het gezicht van het succesvolle Rad van Fortuin tot 1994. Door het jarenlang presenteren van dit programma werd Ik ga het zeggen Walter een bekende uitdrukking die nog steeds aan het programma wordt gelinkt. Daarnaast presenteerde hij eveneens VTM-successen zoals Walters Verjaardagsshow (wat hem met Happy Birthday ook een muziekhit opleverde), De Kinderacademie, Het 3 stedenspel en de 1-2-3 show en als laatste het moppenprogramma HT&D.
In 1981 verzilverde Capiau zijn populariteit door de oprichting van een evenementenbureau, Capiau Projects dat televisieprogramma's maakte en ook reizen organiseerde (Capiau Projects Travel).
Capiau was ook politiek actief. Hij trad op in een verkiezingsspotje van de toenmalige CVP (nu CD&V) voor de gemeenteraadsverkiezingen van 1982 dat op de toenmalige BRT werd uitgezonden in het programma Politieke Tribune. Tijdens de gemeenteraadsverkiezingen van 2006 stond hij op de lijst van N-VA in de gemeente Koksijde maar werd niet verkozen.
In 2011 en 2012 berichtte de Vlaamse pers dat het parket een onderzoek naar Capiau voerde na aantijgingen van seksueel misbruik van minderjarigen, dat hij zou hebben gepleegd toen hij 24 was. In juni 2012 gaf Capiau het misbruik toe. Omdat de feiten verjaard waren werd hij niet vervolgd.
Walter Capiau overleed op 4 oktober 2018 aan maagkanker.

## In populaire cultuur
- Hij werd in het stripalbum Van Rossem opgevoerd als "Walter Capote", presentator van het Rad van Fortuin.
- Hij had ook een cameo in het Urbanus-album De spellekeszot, waar Urbanus zijn rad van fortuin in handen krijgt en vervolgens gebruikt voor zijn eigen tv-show.